# أل هاشم سفلي
أل‌ هاشم سفلي هي قرية في مقاطعة خلخال، إيران. عدد سكان هذه القرية هو 320 في سنة 2006.